# Neustadt (Ortsname)

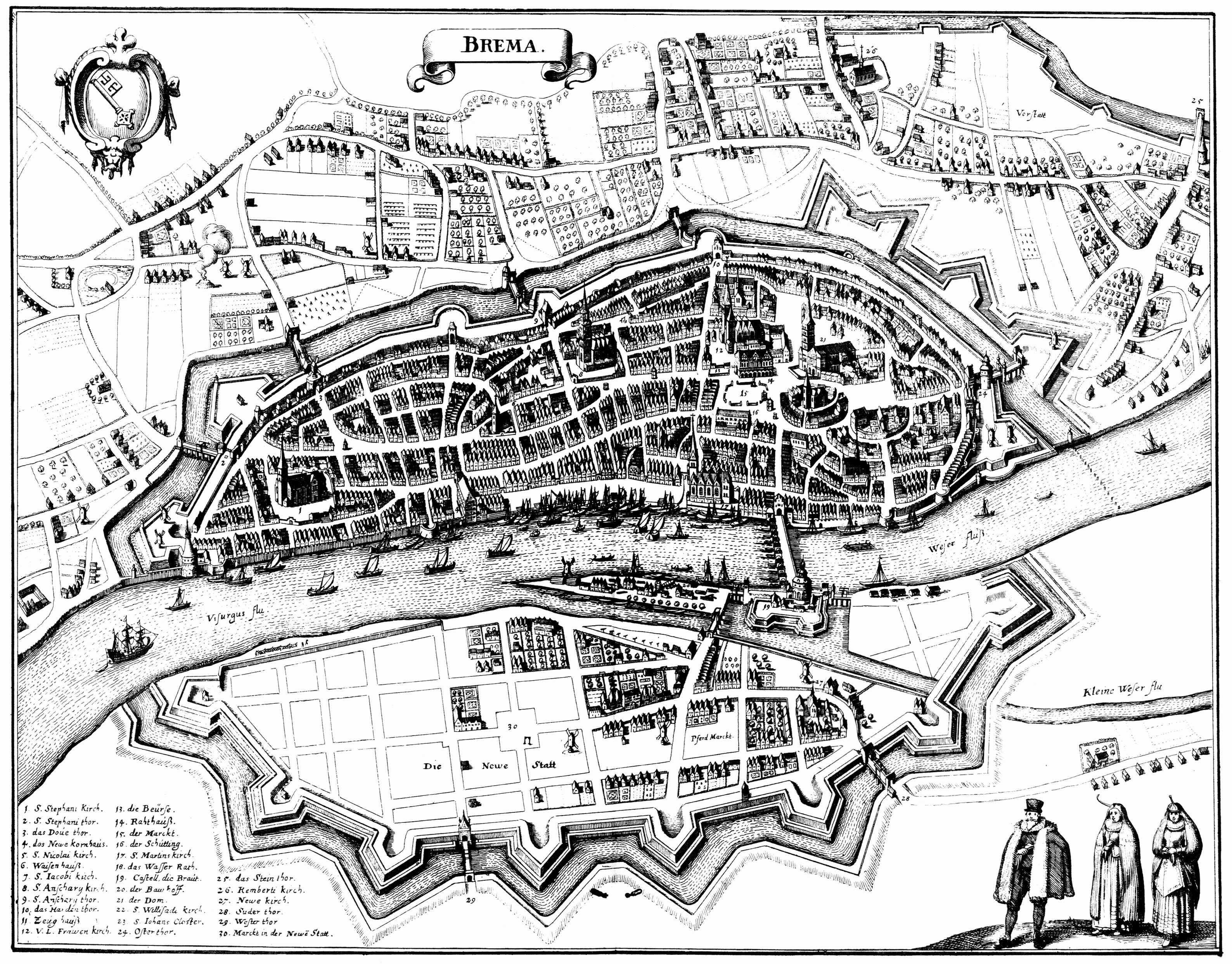
Bremen um 1640: Die Neue Stadt – erst zum Teil bebaut (Kupferstich von Matthäus Merian)

Neustadt ist ein Ortsname. Er bezieht sich auf Neugründungen oder den historischen Rechtsstatus eines Stadtteils oder einer Stadt.

## Namenkunde

### Zum Begriff der Neustadt

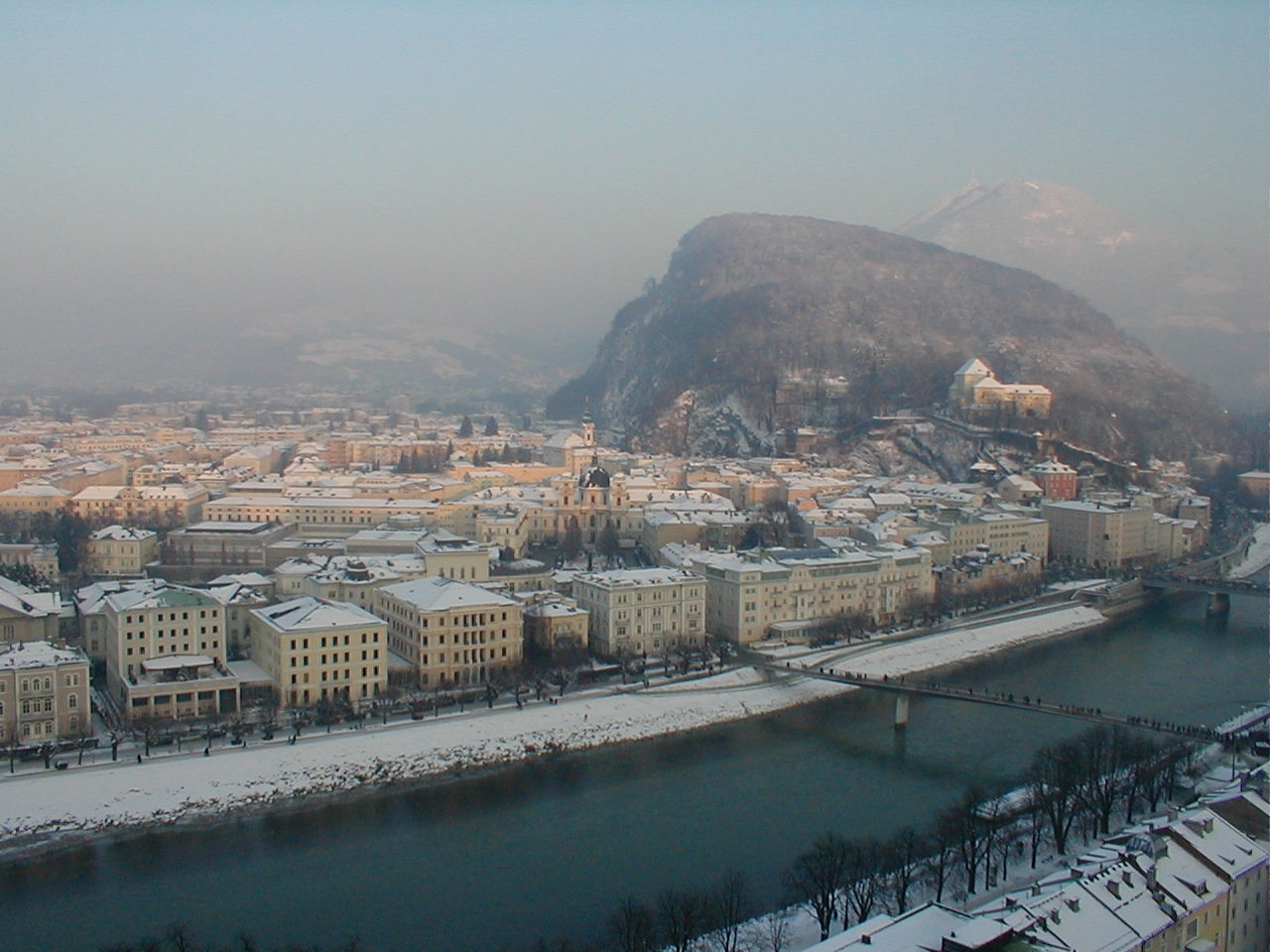
Neustadt (Salzburg), ein barocker Stadtteil am rechten Salzachufer um Schloss Mirabell

In vielen Städten ist Neustadt der Name eines Stadtteils. Es handelt sich hierbei meist um eine historische Erweiterung des Stadtrechts von der Kernstadt auf eine Vorstadt. Dabei wurde oft eine neue Stadtmauer um diesen Stadtteil gezogen. Neben rein organisatorischen Gründen der Stadtentwicklung liegen viele Neustädte am anderen Ufer eines Flusses. Der Grund bei diesen Stadtteilen liegt in dem Bau einer steinernen Brücke, die dann im Falle einer Belagerung nicht mehr einfach abgebrannt werden konnte und daher der jenseitige Brückenkopf besonderen Schutzes bedurfte.
Ein etwas anderes Toponym liegt den Städten und Stadtteilen zugrunde, die als städteplanerische Neugründung entstanden, wie Wiener Neustadt (Nova Civitas), eine Grenzfestung aus dem Hochmittelalter, die Prager Neustadt (Nové Město), eine Stadtgründung Karl IV. von 1346, oder die Salzburger Neustadt am anderen Ufer der Salzach (Moorbesiedelung, Barockzeit).
Moderne Konzepte der Stadtplanung sind die Planstadt und die Satellitenstadt, die im Englischen als New Town, New City bezeichnet werden (System der Zentralen Orte).

### Namensvarianten
- Naustadt
- Neuenstadt
- Neustadl
- Neustadtl
- Neustädtel
- Neustädtl

Auch Neudorf, Neusiedl, Neuenkirchen usw. liegt eine ähnliche Toponymie zugrunde. Neumarkt bezieht sich meist auf den Hauptmarkt eines neuen Stadtviertels oder einer neuen Siedlung, aber auch auf neu verliehenes Marktrecht. Das gilt für die meisten zentraleuropäischen Ortsnamen auf Neu-, die sich nicht auf Neuentdeckung beziehen.
Eine abweichende Etymologie in diesem Sinne hat aber beispielsweise Neustadt, eine kleine Streusiedlung bei Gutau im oberösterreichischen Mühlviertel – noch im 19. Jahrhundert Neustadl als Hofname „neuer Stadl (Stall, Scheune)“, stadtrechtliche Bezüge liegen hier im ländlichen Raum nicht vor. Analog ist in solchen Fällen auch eine Ableitung aus Neustatt „neue Stätte“ als Rodungsname möglich.
Ebenfalls eine andere Wortherkunft hat etwa Neustadt, Kanada, das schlicht nach dem (deutschen) Heimatort der Gründer benannt ist, wie das im Kolonialismus üblich war. Das gilt auch für zahlreiche außereuropäische Städte der folgenden nicht-deutschen Varianten. Dass es sich um Gründungsstädte handelt, ist dann aus dem Namen nicht ableitbar.
„Neue Stadt“ ist in der jeweiligen Landessprache auch in vielen anderen Ländern ein häufiger Name für eine Stadt:
- Nea polis wurde von den Griechen Stadtgründungen genannt: Neapolis (altgr., neugr Neapoli), daraus: Napoli (dt. Neapel) in Italien, Nablus in Palästina, Nabeul in Tunesien, engl. Naples in den USA
- Qart-Hadašt, der phönizische Name für Karthago heißt übersetzt „Neue Stadt“.

- Nieuwe Stad/Nieuwstad/Nieuwstadt, niederländisch
- Nystad, schwedisch
- Newton/New Town/New City in England, USA, Australien, Neuseeland
- Civitanova, Cittanova, italienisch
- Villanova italienisch, spanisch, Vila Nova portugiesisch, Villeneuve französisch, Vilanova katalan
- Nové Město in Tschechien, Nové Mesto in der Slowakei, Novo mesto in Slowenien (slav. mesto ‚Stadt‘)
- Nowgorod/Nowograd/Nowogard (slaw. grad „Burg, Stadt“), Naugard ist eine Germanisierung des Namens
- Uusikaupunki in Finnland
- Yenişehir oder Nevşehir in der Türkei (türk. yeni ‚neu‘, şehir „Stadt“), Name mehrerer Stadtteile und Bezirke, wie z. B. in Bursa, Diyarbakir und Mersin

### Verbreitung

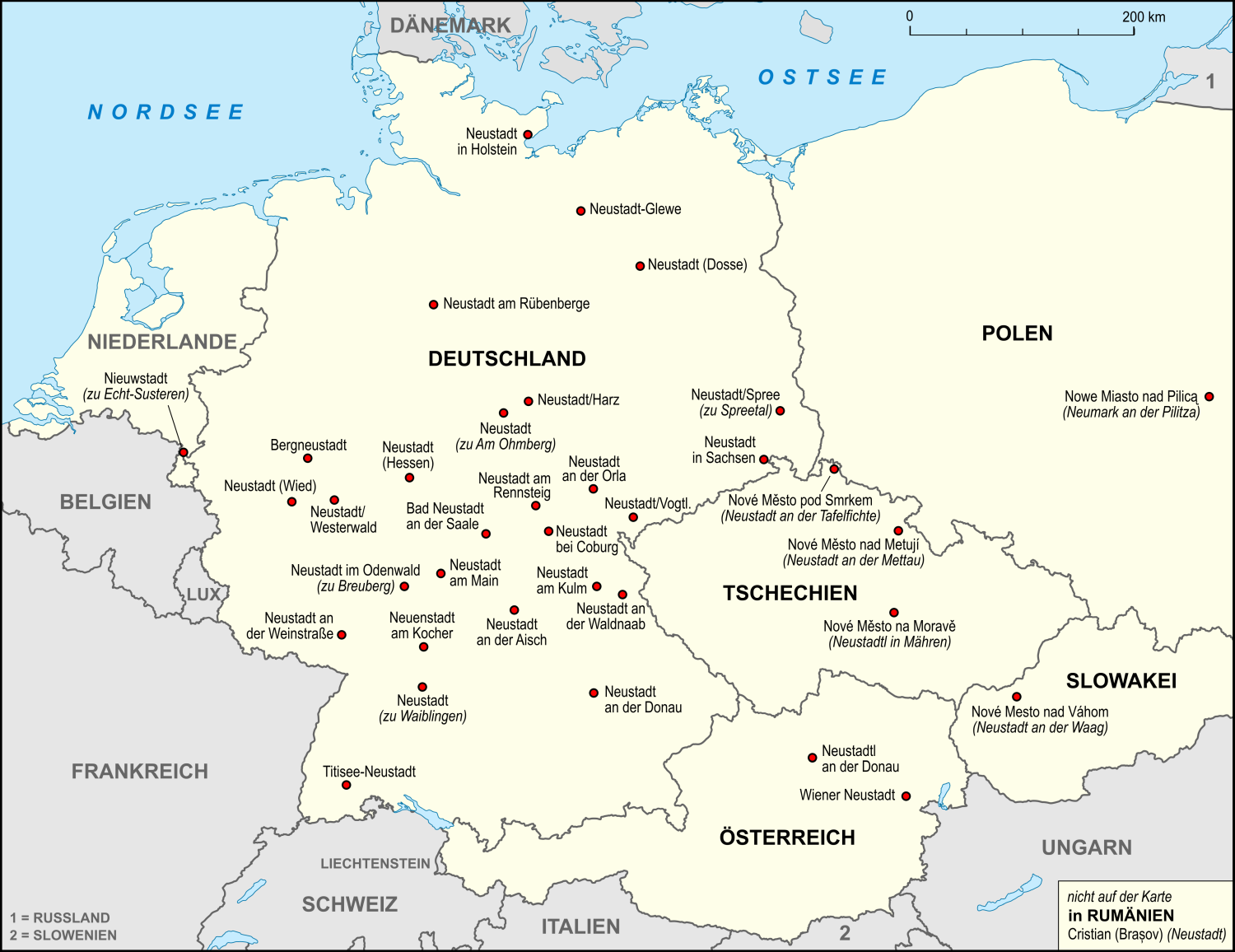
Arbeitsgemeinschaft Neustadt in Europa

Neustadt ist einer der häufigsten Ortsnamen in Deutschland. 36 Städte namens Neustadt (bzw. eine namens Neuenstadt und einige, deren Name früher so gelautet hat) aus sechs mitteleuropäischen Ländern haben sich zur größten internationalen Städtefreundschaft Neustadt in Europa zusammengefunden.
In einigen Fällen ist Neustadt der offizielle Name eines Stadtbezirks oder Ortsteils, in anderen Fällen wird der Name informell für einen kleinen Bereich innerhalb der Stadt benutzt.
Julius Fischer hat in seinem 1954 veröffentlichten Buch mehr als 600 Orte namens „Neustadt“ im In- und Ausland aufgeführt.

## Orte und Ortsteile

### Deutschland

#### Städte und Gemeinden
| Name                       | Bundesland             | Einwohner (gerundet) | Erläuterung                                                                         |
| -------------------------- | ---------------------- | -------------------- | ----------------------------------------------------------------------------------- |
| Neustadt an der Weinstraße | Rheinland-Pfalz        | 52.900               | Stadt, kreisfrei, bis 1936 und noch einmal von 1945 bis 1950 Neustadt an der Haardt |
| Neustadt am Rübenberge     | Niedersachsen          | 45.000               | Stadt in der Region Hannover                                                        |
| Bergneustadt               | Nordrhein-Westfalen    | 19.500               | Stadt im Oberbergischen Kreis                                                       |
| Neustadt in Holstein       | Schleswig-Holstein     | 16.000               | Stadt im Kreis Ostholstein                                                          |
| Neustadt bei Coburg        | Bayern                 | 15.700               | Stadt im Landkreis Coburg                                                           |
| Bad Neustadt an der Saale  | Bayern                 | 15.500               | Stadt, Kreisstadt des Landkreises Rhön-Grabfeld                                     |
| Neustadt in Sachsen        | Sachsen                | 13.500               | Stadt im Landkreis Sächsische Schweiz-Osterzgebirge                                 |
| Neustadt an der Donau      | Bayern                 | 13.100               | Stadt im Landkreis Kelheim                                                          |
| Neustadt an der Aisch      | Bayern                 | 12.200               | Stadt, Kreisstadt des Landkreises Neustadt an der Aisch-Bad Windsheim               |
| Titisee-Neustadt           | Baden-Württemberg      | 11.800               | Stadt im Landkreis Breisgau-Hochschwarzwald (s. u.)                                 |
| Neustadt (Hessen)          | Hessen                 | 8.700                | Stadt im Landkreis Marburg-Biedenkopf                                               |
| Neustadt an der Orla       | Thüringen              | 8.500                | Stadt im Saale-Orla-Kreis                                                           |
| Neustadt-Glewe             | Mecklenburg-Vorpommern | 6.500                | Stadt im Landkreis Ludwigslust-Parchim, bis 1926: Neustadt i. Meckl.                |
| Neustadt (Wied)            | Rheinland-Pfalz        | 6.300                | Gemeinde im Landkreis Neuwied                                                       |
| Neustadt an der Waldnaab   | Bayern                 | 5.800                | Stadt, Kreisstadt des gleichnamigen Landkreises                                     |
| Neustadt (Dosse)           | Brandenburg            | 3.600                | Stadt im Landkreis Ostprignitz-Ruppin                                               |
| Neustadt am Main           | Bayern                 | 1.200                | Gemeinde im Landkreis Main-Spessart                                                 |
| Neustadt am Kulm           | Bayern                 | 1.200                | Stadt im Landkreis Neustadt an der Waldnaab                                         |
| Neustadt/Harz              | Thüringen              | 1.100                | Gemeinde im Landkreis Nordhausen                                                    |
| Neustadt/Vogtl.            | Sachsen                | 1.000                | Gemeinde im Vogtlandkreis                                                           |
| Neustadt/Westerwald        | Rheinland-Pfalz        | 600                  | Gemeinde im Westerwaldkreis                                                         |

Folgende Orte hießen früher Neustadt:
- Neustadt unter der Harzburg jetzt: Bad Harzburg
- Neustadt-Eberswalde, jetzt Eberswalde

#### Bis ins 21. Jahrhundert eigenständige Gemeinden
- Neustadt am Rennsteig, Ortsteil der Stadt Großbreitenbach im Ilm-Kreis

#### Bis ins 20. Jahrhundert eigenständige Gemeinden
- Neustadt, Ortsteil der Gemeinde Am Ohmberg im Landkreis Eichsfeld
- Neustadt bei Hachmühlen, Ortslage des Stadtteils Hachmühlen der Stadt Bad Münder am Deister im Landkreis Hameln-Pyrmont
- Neustadt, Ortsteil der Gemeinde Breuberg im Odenwaldkreis
- Halle (Saale): Halle-Neustadt, bis 1990 selbständige Stadt
- Neustadt/Spree, Ortsteil der Gemeinde Spreetal im Landkreis Bautzen
- Neustadt im Schwarzwald, Stadtteil der Stadt Titisee-Neustadt im Landkreis Breisgau-Hochschwarzwald (s. o.)
- Neustadt an der Rems, Stadtteil der Stadt Waiblingen im Rems-Murr-Kreis

#### Spätestens seit dem 19. Jahrhundert Stadtteil
Die Stadtteile werden – im Gegensatz zu den Stadt- oder Gemeindenamen – üblicherweise nicht als Eigennamen angesehen und daher meist mit dem weiblichen Artikel die gebraucht.
- in Ansbach
- in Bielefeld, südlicher Teil der Altstadt
- in Brandenburg an der Havel, Zentrumsstadtteil südlich der Havel
- Braunschweig: Neustadt (Braunschweig) ist ein Weichbild des mittelalterlichen Braunschweig.
- Bremen: Neustadt (Bremen)
- in Calvörde
- Celle: Neustadt/Heese
- Dresden: Innere Neustadt, Äußere Neustadt, Stadtbezirk Neustadt, siehe auch Dresdner Vorstädte
- in Detmold
- in Eisenach: der nicht ummauerte Teil der Altstadt
- Flensburg: Neustadt (Flensburg), älteste Vorstadt von Flensburg
- Gelsenkirchen: Gelsenkirchen-Neustadt, 19. Jahrhundert
- Hamburg: Hamburg-Neustadt
- Hannover: Calenberger Neustadt, 1826 eingemeindet
- in Hanau
- Herford: Herforder Neustadt
- Hildesheim: Neustadt (Hildesheim)
- in Hof (Saale)
- in Husum
- in Koblenz
- Köln: Köln-Neustadt-Nord, Köln-Neustadt-Süd
- in Bad Kreuznach
- in Landshut
- Leipzig: Neustadt-Neuschönefeld (historisch: Neustadt)
- Magdeburg: Alte Neustadt und Neue Neustadt
- Mainz: Mainz-Neustadt
- Meppen: Meppen-Neustadt
- in Norden
- Osnabrück: südlich des Neuen Grabens gelegener Teil der Innenstadt um St. Johann
- in Prenzlau
- in Rostock
- in Rothenburg ob der Tauber
- in Quakenbrück
- in Salzwedel
- in Schwarzenberg/Erzgeb.
- in Syke
- in Wetzlar
- in Wismar
- in Zittau

#### Ortsteile geringer Bedeutung
- in Lotte im Kreis Steinfurt

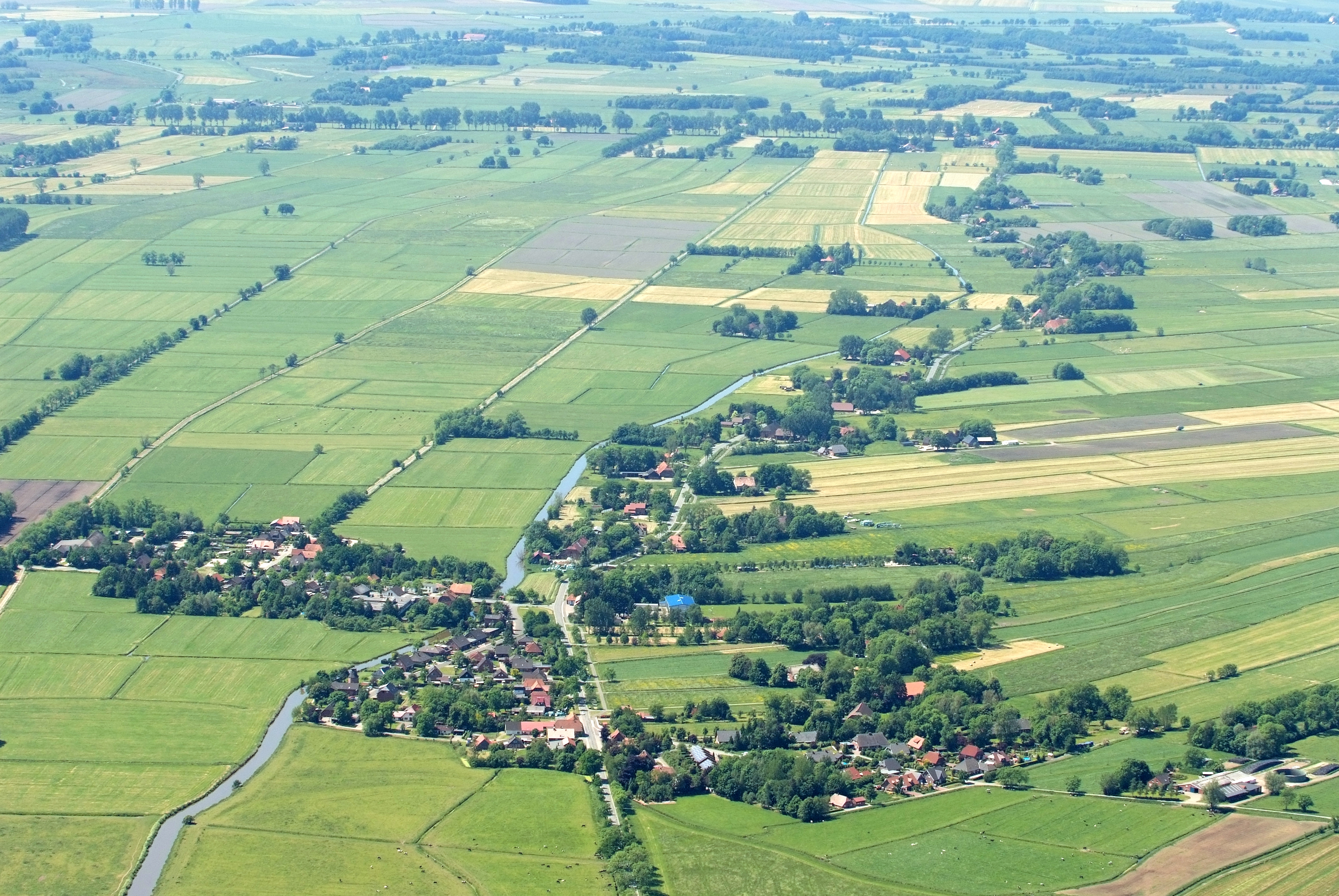
Neustadt (Ovelgönne) aus der Luft (2012)

- in Wagenfeld im Landkreis Diepholz
- in der Gemeinde Ovelgönne im Landkreis Wesermarsch

### Österreich
- Wiener Neustadt, Stadt in Niederösterreich
- Neustadtl an der Donau, Marktgemeinde im Bezirk Amstetten in Niederösterreich

Gemeindeteile:
- Neustadt, Stadtteil von Gmünd im Waldviertel, Niederösterreich
- Neustadt, Stadtteil von Wels in Oberösterreich
- Neustadtviertel, statistischer Bezirk von Linz in Oberösterreich
- Neustadt (Salzburg), ein Stadtteil von Salzburg
- Neustadt, Stadtteil von Frohnleiten, Steiermark
- Neustadt, Stadtteil von Weiz, Steiermark

Abweichende Etymologie: Neustadt (Gemeinde Gutau, zerstreute Häuser)

### Schweiz
- Neustadt Nord und Neustadt Süd in Biel/Bienne
- Neustadt: Stadtteil von Luzern.

### Historische Namen im deutschen Sprachgebrauch
Exonyme heute nicht mehr in Ländern mit der Amtssprache Deutsch liegender Ortschaften:

#### Kroatien
- Neustadt in Istrien: Novigrad (Istrien) (Cittànova)
- Neustadt, nahe Zadar in Dalmatien: Novigrad (Dalmatien)
- Neustadt, nahe Duga Resa: Novigrad na Dobri
- Neustadt, in der Draugegend: Novigrad Podravski

#### Litauen
- Neustadt, nahe Šilutė: Žemaičių Naumiestis
- Neustadt-Schirwindt: Kudirkos Naumiestis

#### Polen
- Neustadt in Oberschlesien: Prudnik
- Neustadt in Westpreußen: Wejherowo
- Neustadt bei Pinne: Lwówek
- Neustadt an der Warthe: Nowe Miasto nad Wartą

#### Rumänien
- Neustadt im Burzenland: Cristian (Brașov)
- Neustadt bei Agnetheln: Noiștat
- Neustadt, selten gebräuchlicher Name für Frauenbach: Baia Mare

#### Slowakei
- Neustadt an der Waag: Nové Mesto nad Váhom
- Pressburger Neustadt, Stadtteil: Nové Mesto (Bratislava)
- Kischützneustadt / Oberneustadel: Kysucké Nové Mesto
- Slowakisch-Neustadt: Slovenské Nové Mesto

#### Slowenien
- Neustadtel: Novo mesto

#### Tschechien
- Prager Neustadt, Stadtteil: Nové Město
- Neustadt: Vestřev
- Neustadt an der Mettau: Nové Město nad Metují
- Neustadt an der Tafelfichte: Nové Město pod Smrkem
- Neustadt an der Cidlina: Nové Město nad Cidlinou
- Neustadt im Erzgebirge: Nové Město (Moldava)
- Neustadtl: Nové Město na Moravě

#### Ungarn
- Neustadt an der Donau: Dunaújváros
- Neustadt am Zeltberg: Sátoraljaújhely

### Neustadt, Nicht-deutsche Länder
Hier liegt keine Etymologie im Sinne des Begriffes vor, es handelt sich um reine Nachbenennungen einer Heimatstadt der deutschen Gründerväter.
- Neustadt, Orange Walk District, Belize
- Neustadt (Ontario), Kanada

### Niederlande, Belgien
- Nieuwstadt, historische Stadt in Limburg, heute eingemeindet nach Echt-Susteren
- Nieuwstad (Groningen), Nieuwstad (Delfzijl), Nieuwstad (Leeuwarden), Nieuwstad (Zwolle), Nieuwstad (Zutphen), Nieuwstad (Elburg), jeweils Ortsteile der angeführten Städte

## Weitere bedeutsame Stadtteile
- Die Neustadt von Riga ist wegen ihres Jugendstilensembles als UNESCO-Weltkulturerbe geschützt.

### In der Literatur
- Neustadt ist ein fiktiver Ort im deutschsprachigen Raum, Heimat von Benjamin Blümchen und Bibi Blocksberg.
- Die Hauptfigur in dem Buch Emil und die Detektive von Erich Kästner wohnt in Neustadt.
- Neustadt ist ein fiktiver Ort in der Jugendbuchserie Burg Schreckenstein.
- Die Kinderbuchfigur Conni lebt in Neustadt.